# Grandia (computerspelserie)
Grandia is een console computerrollenspelserie ontwikkeld door Game Arts. Spellen in de serie zijn vooral uitgekomen op consoles van Sega en Sony, en zijn uitgebracht door Sega, Ubisoft, Enix en Hudson Soft. Het laatste deel uit de serie is uitgebracht door Square Enix.

## Spellen in de serie

### Hoofdreeks
- Grandia (1997) (Sega Saturn, Sony PlayStation)
- Grandia II (2000) (Sega Dreamcast, Sony PlayStation 2, pc)
- Grandia III (2005) (Sony PlayStation 2)

### Zijspellen
- Grandia: Digital Museum (Sega Saturn)
- Grandia: Parallel Trippers (Nintendo Game Boy Color)
- Grandia Xtreme (Sony PlayStation 2)
- Grandia Online (pc)